# Bluemix
IBM Bluemix est un outil de Cloud computing qui combine la plate-forme en tant que service (PaaS) avec l'infrastructure en tant que service (IaaS), il a été développé par IBM. Il permet d'utiliser plusieurs langages de programmation et services avec des outils de type DevOps. Bluemix est basé sur Cloud Foundry (en), ainsi que des technologies spécifiques à IBM, et tourne sur SoftLayer.
La plate-forme a coûté 1 milliard de dollars en 18 mois. Elle a d'abord été en beta publique à partir de février 2014, puis disponible publiquement en juin.

## Diffusion
IBM a annoncé l'intention de proposer Bluemix en cloud privé, public, ou dédié et revendique une popularité assez élevée de la plate-forme.

## OpenWhisk
L'outil OpenWhisk d'IBM est également disponible dans Bluemix. Il est équivalent à AWS Lambda (en) ou Google Cloud Functions, en ce qu'il permet l'appel de fonctions spécifiques événementielles, sans nécessiter de code particulier de la part du développeur,.